# Falco KC Szombathely
Le Falco KC Szombathely est un club hongrois de basket-ball appartenant au Championnat de Hongrie de basket-ball, en première division. Le club est basé dans la ville de Szombathely.

## Palmarès
- 6x Champion de Hongrie : 2008, 2019, 2021, 2022, 2023, 2024.
- 3x Coupe de Hongrie : 2021, 2023, 2025.

## Joueurs et personnalités du club

### Entraineurs
- 2014-2016 :  László Kálmán
- 2016-2018 :  Srećko Sekulović (en)
- 2018-2021 :  Gašper Okorn (en)
- 2021- :  Miloš Konakov

### Joueurs emblématiques
- Trevor Harvey